# بروتين الهيم

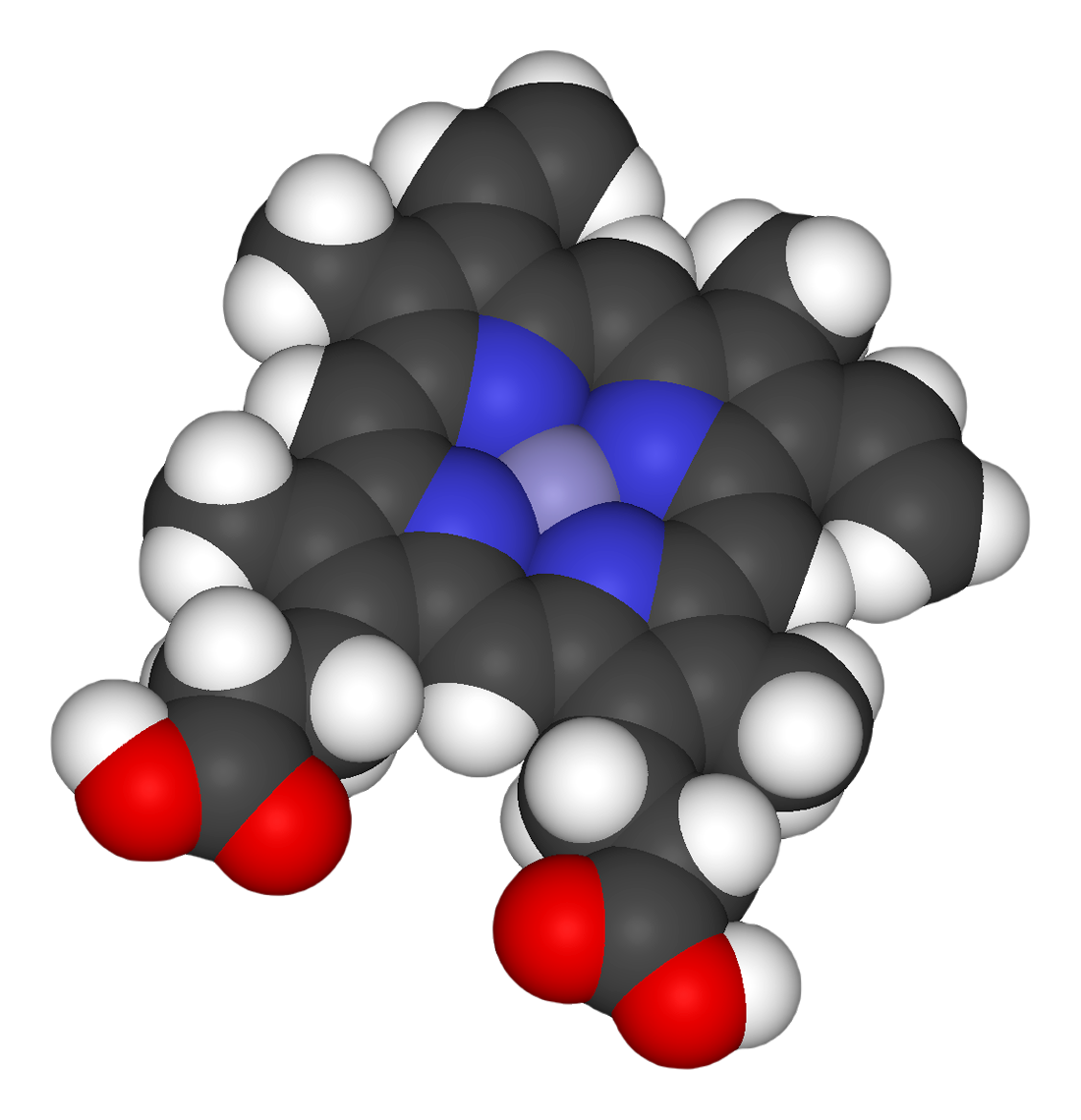
نموذج من هيم بي العامل المساعد.

بروتين الهيم أو هيموبروتين هي بروتينات حاوية على الهيم، وهو مركب كيميائي يحتوي على الحديد. وهو ما يعطي الدم لونه الأحمر. توجد أكبر كمية من الهيم في الدم وفي نخاع العظم. والهيم موجود في خلايا الدم الحمراء، وذلك على شكل هيموغلوبين. والهيموغلوبين هو البروتين الذين ينقل الأكسجين من الرئتين إلى مختلف أنحاء الجسم. يمكن أن يكون الهيم موجود في الكبد أيضا. والهيم هو جزء من البروتينات التي تقوم بوظائف متعددة في الجسم. فهو أهم جزء في جزء الهيموجلوبين لأنه يحوي الحديد الذي يرتبط كيميائيا بالأوكسجين ولهذا يطلق على جزء الهيم اسم ( الجزء الفعال ) (prosthetic group) لأنه المسؤول عن أداء الهيموجلوبين لوظيفته.

## الوظيفة
لبروتين الهيم أدوار عديدة ووظائف متعددة منها تفكيك الهرمونات والأدوية، وغير ذلك من المواد الكيميائية.
وتوليد مركبات غنية بالطاقة تحافظ على حياة خلايا الكبد وعملها الطبيعي. ومن مجالات عمل الهيم هي:
نقل الأكسجين
الهيموجلوبين
الميوجلوبين
نيوروجلوبين
سيتوجلوبين
ليغيموغلوبين
التحفيز الكيميائي
السيتوكروم بي450s
السيتوكروم أوكسيديز
ليغنيناس
الإنزيمية
الإلكترون نقل / النقل
السيتوكروم بي
السيتوكروم سي
الحسية
فيكسل(أجهزة الاستشعار الاوكسجين)
ذوبان غوانيليل محلقة
غووا(جهاز استشعار ثاني أكسيد الكربون)
دفاع(مناعة)
الكاتالاز

## طريقة العمل
يقوم الجسم بصنع الهيم في نقي العظم وفي الكبد. هناك ثمانية إنزيمات مختلفة يقوم كل منها بضبط خطوة من خطوات صنع الهيم. والإنزيمات هي بروتينات تساعد على حدوث التفاعلات الكيميائية ضمن الجسم. إذا كان الجسم لا يملك كمية كافية من أي واحد من هذه الإنزيمات اللازمة لصنع الهيم، فإن عملية صنعه تتعطل. ونتيجة ذلك، يمكن أن تتراكم في أنسجة الجسم مواد كيميائية تدعى باسم “برفيرينات”. وهذا ما يؤدي إلى حدوث الاضطرابات البرفيرية.

## وصلات اضافية
- Heme Protein Database
- Hemeproteins في المكتبة الوطنية الأمريكية للطب نظام فهرسة المواضيع الطبية (MeSH).